# Amitriptilina
L'amitriptilina és un fàrmac usat per a tractar un gran nombre de malalties mentals. Aquestes inclouen els trastorns de la depressió i el de l'ansietat, i de forma menys comuna el trastorn d'hiperactivitat amb dèficit d'atenció i el trastorn bipolar. Altres usos inclouen la prevenció de les migranyes, el tractament del dolor neuropàtic com la fibromiàlgia i la neuràlgia postherpètica, i menys comunament l'insomni. És una classe d'antidepressiu tricíclic (TCA) i el seu mecanisme d'acció exacte no és clar. L'amitriptilina es pren per via oral.
Els efectes secundaris comuns inclouen la boca seca, problemes amb la visió, hipotensió ortostàtica, somnolència i restrenyiment. L'amitriptilina pot causar problemes si es pren durant l'embaràs.
L'amitriptilina va ser descoberta l'any 1960.

## Noms comercials
A Espanya es comercialitza com a Deprelio i Tryptizol.
Altres estats:
- Amirol (NZ)
- Amit (IN)
- Amitone (IN)
- Amitor (IN)
- Amitrip (AU,† IN, NZ)
- Amitriptyline (UK)
- Amitriptyline Hydrochloride (UK, US)
- Amitrol† (AU)
- Amrea (IN)
- Amypres (IN)
- Amyzol (CRO)
- Crypton (IN)
- Elavil (CA, UK†, US†)
- Eliwel (IN)
- Endep (AU, HK†, ZA†, US†)
- Enovil† (US)
- Gentrip (IN)
- Kamitrin (IN)
- Laroxyl (FR)
- Latilin (IN)
- Levate (US)
- Maxitrip (IN)
- Mitryp (IN)
- Odep (IN)
- Redomex (BE)
- Qualitriptine (HK)
- Saroten (CH)
- Sarotena (IN)
- Sarotex (NO)
- Tadamit (IN)
- Trepiline (ZA)
- Triad (NP)
- Tripta (SG) (TH)
- Triptaz (IN)
- Tryptanol (ZA)
- Triptyl (FI)
- Tryptomer (IN)